# Kompanie rozpoznawcze
Kompania rozpoznawcza (kr) – pododdział wojsk lądowych; przeznaczona do zdobywania i dostarczania dowódcy informacji o przeciwniku, skutkach prowadzonych działań i terenie; ze swojego może wydzielić: posterunki obserwacyjne  lub ruchome posterunki obserwacyjne, patrole rozpoznawcze, motocyklowe grupy rozpoznawcze itp.

## Struktura organizacyjna kr brygady w  SZ RP

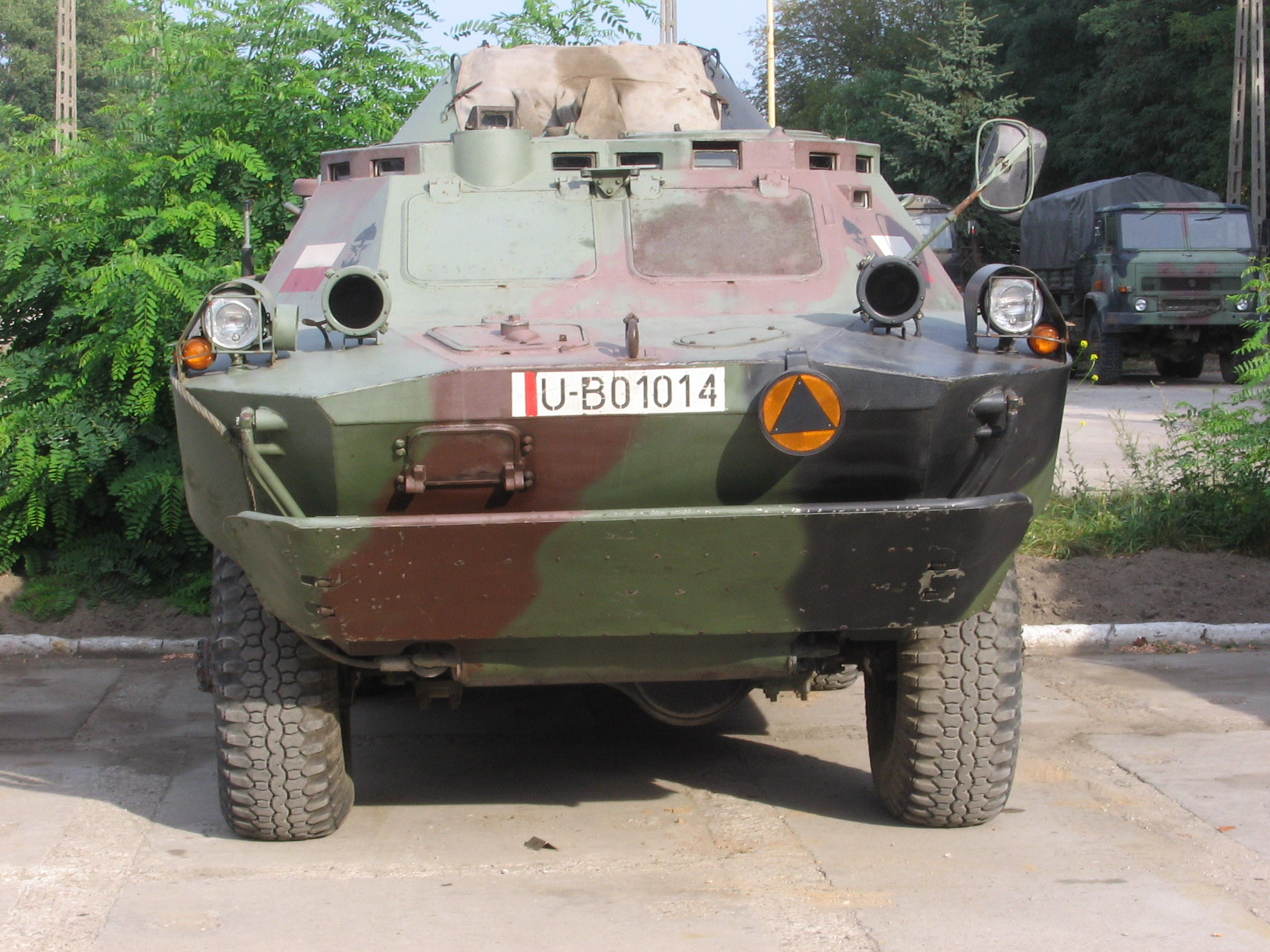
Pojazd rozpoznawczy kr – BRDM-2

### Struktura i wyposażenie w 2017
dowództwo kompanii
- dowódca kompanii
- zastępca dowódcy kompanii
- szef kompanii
- technik kompanii

pododdziały
- trzy plutony rozpoznawcze[2]
  - cztery drużyny rozpoznawcze (samochody rozpoznawcze)
- 4 pluton rozpoznawczy (quady)
  - trzy drużyny rozpoznawcze po dwa quady
- drużyna zabezpieczenia
- grupa ewakuacyjna

### Stan osobowy i wyposażenie kr brygady

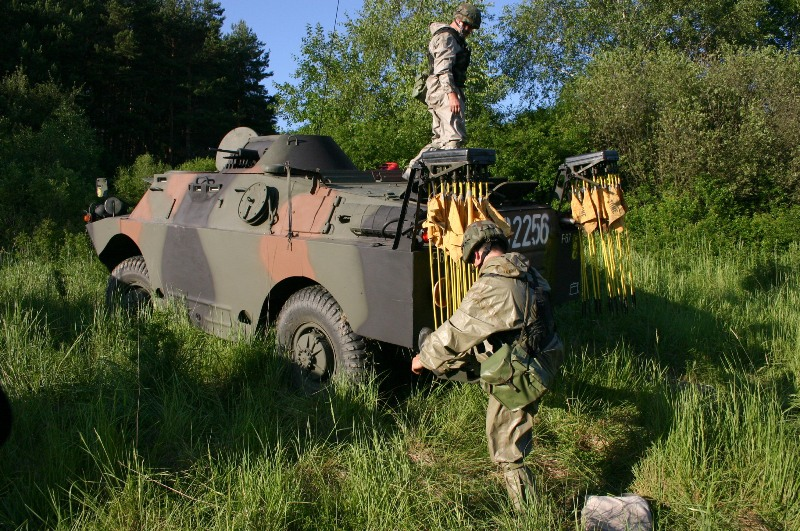
Samochód rozpoznania skażeń BRDM-2rs

| Wyszczególnienie          | 1,2,3 plr | 4 plr | drużyna zab. | grupa ewak. | kompania |
| ------------------------- | --------- | ----- | ------------ | ----------- | -------- |
| żołnierze                 | 16        | 12    | 10           | 3           | 81       |
| samochody rozpoznawcze    | 4         |       |              |             | 14       |
| quady                     |           | 6     |              |             | 6        |
| samochody c-t             |           |       | 3            |             | 3        |
| samochody o-t             |           |       | 1            |             | 1        |
| motocykl                  |           |       | 1            |             | 1        |
| warsztat obsługi pojazdów |           |       |              | 1           | 1        |
| radar pola walki          | 1         |       |              |             | 3        |
| lornetka noktowizyjna     | 4         |       |              |             | 12       |
| lornetka termowizyjna     | 1         |       |              |             | 3        |
| dalmierz laserowy         | 1         |       |              |             | 3        |
| karabin maszynowy         | 4         |       |              |             | 14       |
| granatnik przeciwpancerny | 4         |       |              |             | 14       |
| radiostacja RRC-9210      | 2         | 3     |              |             | 11       |
| radiostacja R-3501        | 16        | 12    | 4            | 1           | 73       |

### Struktura i wyposażenie w 1999
- dowódca kompanii[3][a]
- drużyna dowodzenia[b]
- cztery plutony rozpoznawcze na BRDM-2
  - trzy drużyny rozpoznawcze[c]
- pluton rozpoznawczy na motocyklach[d]
  - dwie grupy motocyklowe
- drużyna rozpoznania skażeń
  - dwie sekcje rozpoznania skażeń[e]

| Wyszczególnienie                          | drdow | pl BRDM | pl mot. | drrsk | kr |
| ----------------------------------------- | ----- | ------- | ------- | ----- | -- |
| żołnierze                                 | 10    | 12      | 10      | 6     | 74 |
| wóz dowodzenia R-5                        | 2     | 1       |         |       | 6  |
| samochód rozpoznawczy BRDM-2              |       | 2       |         |       | 8  |
| BRDM-2rs                                  |       |         |         | 2     | 2  |
| motocykl MZETZ –250                       |       |         | 8       |       | 8  |
| 9 mm pistolet P-83                        | 3     | 1       | 2       | 1     | 10 |
| 9 mm pm wz. 63 Rak                        | 2     | 3       | 8       | 2     | 24 |
| karabinek                                 | 7     | 3       | 2       | 3     | 24 |
| karabinek AKMŁ                            |       | 3       |         |       | 12 |
| 7,62 mm ręczny karabin maszynowy RPK      |       | 2       |         |       | 8  |
| 7,62 mm ręczny karabin maszynowy RPKN     |       | 1       |         |       | 4  |
| ręczny granatnik przeciwpancerny RPG-7D   |       | 2       |         |       | 8  |
| ręczny granatnik przeciwpancerny RPG-7 DN |       | 1       |         |       | 4  |
| dalmierz laserowy ŁPR                     |       | 1       |         |       | 4  |
| radiostacja UKF o mocy do 0,1 KW          |       | 1       | 2       |       | 6  |
| radiostacja R 3501                        | 2     | 3       | 6       |       | 20 |
| samochód ciężarowo - terenowy             | 1     |         |         |       | 1  |

### Struktura i wyposażenie w 1986
Struktura kr w pułku zmechanizowanym (32/40)
- dowódca kompanii
- szef kompanii
- kierowca samochodu c-t
- załoga wozu dowódcy kompanii (3)
- obsługa wozu szefa rozpoznania pułku (2)
- dwa plutony rozpoznawcze

Razem w kompanii rozpoznawczej: 6 samochodów rozpoznawczych BRDM-2, 2 WD R-5, 8 radiostacji R-126
Struktura 1 kr w batalionie rozpoznawczym (40)
- dowódca kompanii
- załoga wozu dowódcy kompanii (3)
- dwa plutony rozpoznawcze (po 12)
- pluton rozpoznawczy płetwonurków (13)

Razem w kompanii: 10 samochodów rozpoznawczych  BRDM-2 i 10 radiostacji R-126

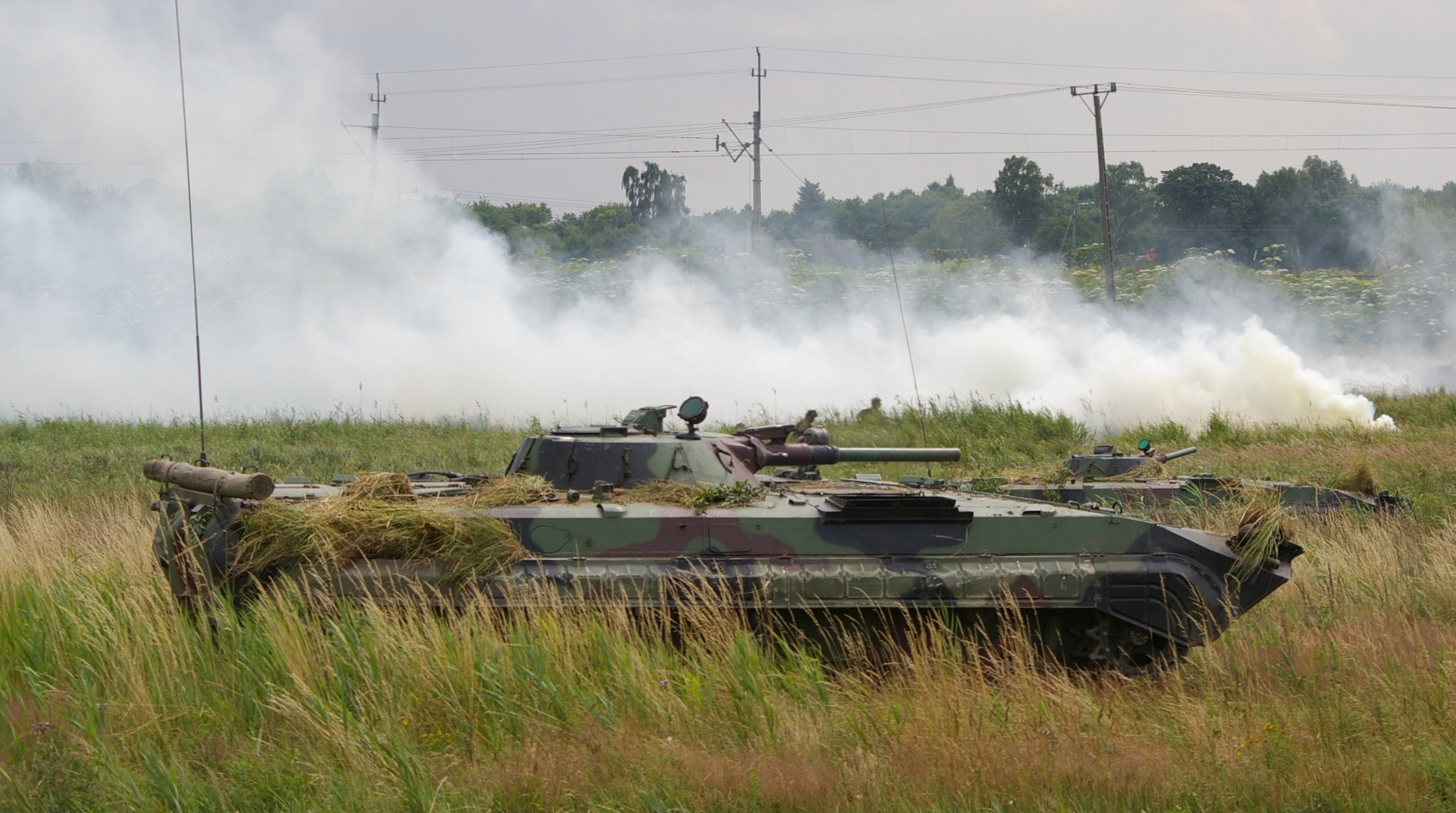
Bojowy wóz piechoty będący na wyposażeniu 2 kr z br w 1986

Struktura 2 kr w batalionie rozpoznawczym (70)
- dowództwo kompanii
  - dowódca kompanii
  - szef kompanii
  - technik kompanii
  - dowódca urządzenia treningowego

- załoga wozu dowódcy kompanii[g]
- trzy plutony rozpoznawcze (po 21)
  - trzy drużyny rozpoznawcze
    - dowódca drużyny
    - dwóch zwiadowców – strzelców km PK
    - zwiadowca – strzelec rgppanc-7
    - zwiadowca – strzelec kbk-g

Razem w kompanii: 10 BWP i 10 radiostacji R-126

### Kompanie rozpoznawcze od 1945 do 1968
W okresie powojennym Wojsko Polskie przechodziło szereg zmian organizacyjnych ukierunkowanych na dostosowanie struktur do  czasu pokoju. W dniu zakończenia wojny w 1 Brygadzie Piechoty Zmotoryzowanej znajdowała się kompania rozpoznawcza z plutonami: samochodów pancernych, fizylierów i transporterów opancerzonych. 
W połowie1950 utworzono dywizje zmechanizowane. Ich pułki ogólnowojskowe posiadały w swojej strukturze kompanię rozpoznawczą z plutonami: samochodów pancernych, motocyklistów i rozpoznania. We wrześniu 1955 dokonano reorganizacji wszystkich dywizji zmechanizowanych. W pułkach zmechanizowanych DZ typu A  kompania rozpoznawcza posiadała dwa plutony: rozpoznawczy (na transporterach opancerzonych) i czołgów.
Pierwsza połowa lat sześćdziesiątych była okresem intensywnych zmian organizacyjnych. Wprowadzono tzw. „etaty pokojowo-wojenne”. Kompania rozpoznawcza w tym czasie  występowała strukturalnie na szczeblu związku taktycznego (na szczeblu oddziału występował „silny” pluton rozpoznawczy).  W jej składzie znajdowały się: pluton transporterów opancerzonych, pluton motocykli, pluton czołgów średnich, pluton czołgów pływających, drużyna naprawy wozów bojowych i samochodów oraz drużyna gospodarcza. Kompania liczyła 96 żołnierzy. Jej uzbrojenie stanowiły: 3 czołgi średnie T-34/85, 3 czołgi pływające PT-76, 6 transporterów opancerzonych BTR-40 i 5 granatników przeciwpancernych RPG-2.

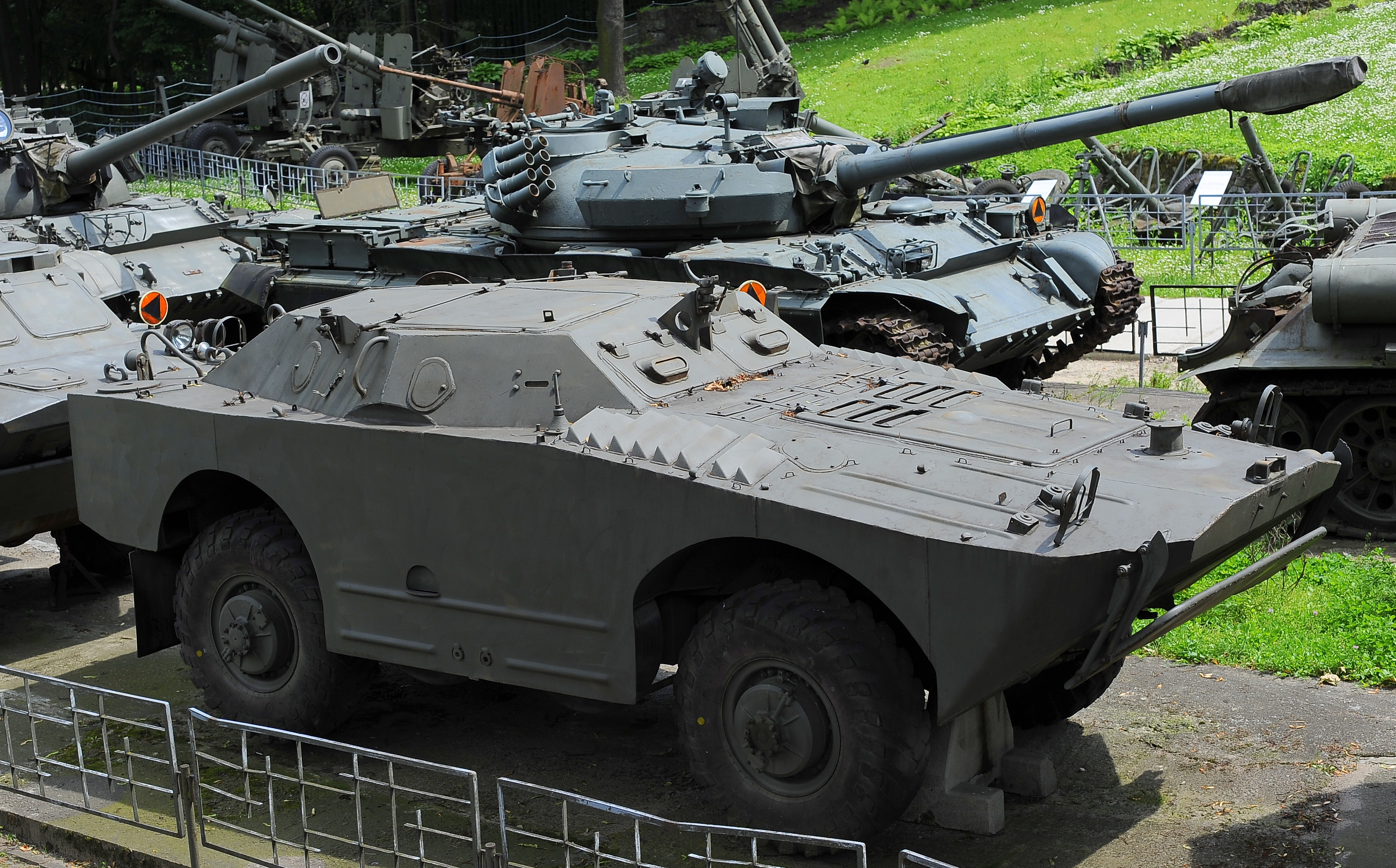
BRDM-1 – wyposażenie kr w latach 60. XX w.

W „szkolnej” dywizji zmechanizowanej organizacja kr w zasadzie nie różniła się od kompanii etatu wojenno-pokojowego. Dodatkowym elementem były tu jedynie cztery skadrowane plutony rozpoznawcze przeznaczone dla trzech pułków zmechanizowanych i pułku czołgów. Skupienie tych plutonów w kompanii rozpoznawczej było podyktowane względami szkoleniowymi. Stan osobowy kompanii wynosił 87 żołnierzy. Na jej uzbrojeniu znajdowały się: 3 czołgi średnie T-34/85, 3 czołgi pływające PT-76, 5 transporterów opancerzonych BTR-40 i 16 opancerzonych samochodów rozpoznawczych BRDM.

 Kompania rozpoznawcza „skadrowanej” dywizji zmechanizowanej posiadała pluton motocyklistów, cztery plutony rozpoznawcze przeznaczone dla pułków zmechanizowanych i pułku czołgów dywizji, drużynę naprawy wozów bojowych i samochodów oraz drużynę gospodarczą. Wszystkie te pododdziały były skadrowane. Łącznie w kompanii było 16 żołnierzy. Jej uzbrojenie stanowiły: 1 transporter opancerzony BTR-40 i 12 opancerzonych samochodów rozpoznawczych BRDM-1.
W 1966 rozpoczęto wprowadzanie nowych etatów pokojowo – wojennych dywizji zmechanizowanej, a od 1968 dywizji pancernej. W miejsce pułkowych plutonów rozpoznawczych tworzono kompanie rozpoznawcze, a dywizyjne kompanie rozpoznawcze przekształcano w bataliony rozpoznawcze z kompanią rozpoznawczą na BRDM-ach.